# پریزندورف
پریزندورف (به آلمانی: Priesendorf) یک شهر در آلمان است که در بامبرگ واقع شده‌است. پریزندورف ۱٬۵۳۲ نفر جمعیت دارد.